# دوستی (فیلم ۱۹۶۴)
دوستی (انگلیسی: friendship) فیلمی هندی است که در سال ۱۹۶۴ منتشر شد. از بازیگران آن می‌توان به سنجای خان اشاره کرد.